# Яд-Элияху

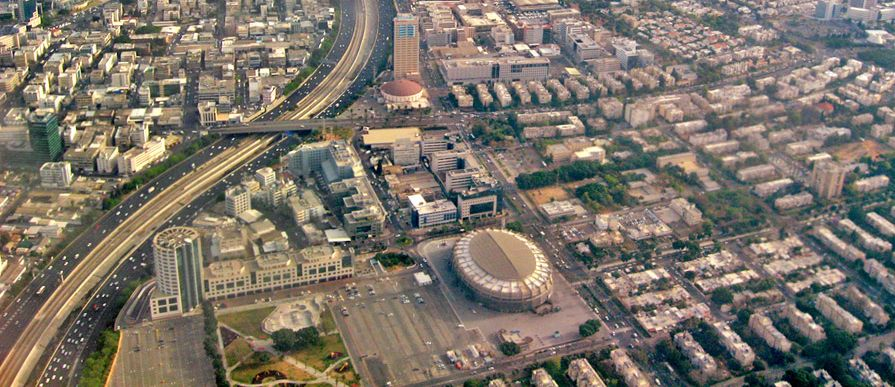
Вид на Яд-Элияху

Яд-Элияху (иногда — Яд-Элиягу, ивр. יד אליהו‎) — район на востоке Тель-Авива. Располагается между улицами Ицхак Саде (на севере), Моше Даян (на востоке), Хагана на юге и шоссе Аялоном.
Район был спланирован инженером Йаковом Бен-Сирой в 1929 году.
Шестнадцать первых домов были построены в 1943 году для расселения жившего в бараках населения, страдавшего от эпидемии чумы.
В конце Второй мировой войны остро стал вопрос о расселении новых репатриантов и еврейских добровольцев в британской армии. Мэр Тель-Авива, Исраэль Роках, смог собрать сумму в 50000 лир, и 18-го августа 1945 года был заложен краеугольный камень. Район состоял из четырёх участков, в каждом из которых было построено 96 однокомнатных квартир.
Район назван в честь Элияху Голомба, командира «Хаганы».